# Groot-Brittannië op de Olympische Winterspelen 1994
Tijdens de Olympische Winterspelen van 1994, die in Lillehammer (Noorwegen) werden gehouden, nam Groot-Brittannië voor de zeventiende keer deel.

## Medailleoverzicht
| Sport       | Olympiër                       | Discipline | Medaille |
| ----------- | ------------------------------ | ---------- | -------- |
| Kunstrijden | Jayne Torvill Christopher Dean | ijsdansen  | Brons    |
| Shorttrack  | Nicky Gooch                    | 500 m (m)  | Brons    |

## Deelnemers en resultaten
(m) = mannen, (v) = vrouwen 

### Alpineskiën
| Olympiër              | Discipline       | Resultaat | Prestatie                                   |
| --------------------- | ---------------- | --------- | ------------------------------------------- |
| Graham Bell           | afdaling (m)     | 26e       | 1.47,39 (+1,64)                             |
| Graham Bell           | super g (m)      | dnf       | opgave                                      |
| Graham Bell           | combinatie (m)   | dns-s1    | niet gestart slalom run 1 afdaling: 1.38,92 |
| Martin Bell           | afdaling (m)     | 28e       | 1.47,49 (+1,74)                             |
| Bill Gaylord          | reuzenslalom (m) | dq-2      | diskwalificatie run 2 1.33,58+dq            |
| Bill Gaylord          | slalom (m)       | dnf-1     | opgave run 1                                |
| Bill Gaylord          | combinatie (m)   | dnf-a     | opgave afdaling                             |
| Spencer Pession       | super g (m)      | dnf       | opgave                                      |
| Spencer Pession       | reuzenslalom (m) | 31e       | 3.02,62 (+10,16) 1.33,94+1.28,68            |
|                       |                  |           |                                             |
| Emma Carrick-Anderson | reuzenslalom (v) | dnf-1     | opgave run 1                                |
| Emma Carrick-Anderson | slalom (v)       | dnf-1     | opgave run 1                                |
| Claire de Pourtales   | slalom (v)       | dnf-1     | opgave run 1                                |

### Biatlon
| Olympiër                                        | Discipline             | Resultaat | Prestatie |
| ----------------------------------------------- | ---------------------- | --------- | --- |
| Mike Dixon                                      | 20 km (m)              | 54e       | 1:03.44,0 (+6.18,7) pen.: 3 (2 + 0 + 0 + 1)                                                                                 |
| Kenneth Rudd                                    | 10 km (m)              | 67e       | 34.19,7 (+6.12,7) pen.: 4 (3 + 1)                                                                                           |
| Ian Woods                                       | 10 km (m)              | 49e       | 31.58,3 (+3.51,3) pen.: 2 (0 + 2)                                                                                           |
| Ian Woods                                       | 20 km (m)              | 54e       | 1:03.44,0 (+6.18,7) pen.: 1 (0 + 0 + 0 + 1)                                                                                 |
| Team Mike Dixon Ian Woods Mark Gee Kenneth Rudd | 4x7,5 km estafette (m) | 17e       | 1:39.16,0 (+8.53,9) pen.: 0 24.17,3 pen.: 0 (0 + 0) 24.25,6 pen.: 0 (0 + 0) 26.11,9 pen.: 0 (0 + 0) 24.21,2 pen.: 0 (0 + 0) |

### Bobsleeën
| Olympiër                                       | Discipline                        | Resultaat | Prestatie                                       |
| ---------------------------------------------- | --------------------------------- | --------- | ----------------------------------------------- |
| Mark Tout Lenny Paul                           | 2-mansbob (m) Groot-Brittannië I  | 6e        | 3.32,15 (+1,34) (52,77 / 53,15 / 52,99 / 53,24) |
| Sean Olsson Paul Field                         | 2-mansbob (m) Groot-Brittannië II | 10e       | 3.32,83 (+2,02) (52,86 / 53,30 / 53,21 / 53,46) |
| Mark Tout George Farrell Jason Wing Lenny Paul | 4-mansbob (m) Groot-Brittannië I  | 5e        | 3.28,87 (+1,09) (52,03 / 52,24 / 52,14 / 52,46) |
| Sean Olsson John Herbert Dean Ward Paul Field  | 4-mansbob (m) Groot-Brittannië II | 8e        | 3.29,41 (+1,63) (52,23 / 52,45 / 52,26 / 52,47) |

### Freestyleskiën
| Olympiër        | Discipline  | Resultaat | Prestatie                           |
| --------------- | ----------- | --------- | ----------------------------------- |
| Hugh Hutchison  | moguls (m)  | 25e       | dnq (kwalificatie: 22,27 p.)        |
| Richard Cobbing | aerials (m) | 10e       | 196,58 p. (kwalificatie: 208,54 p.) |
| Jilly Curry     | aerials (v) | 21e       | dnq (kwalificatie: 74,21 p.)        |

### Kunstrijden
| Olympiër                       | Discipline | Resultaat | Prestatie                                            |
| ------------------------------ | ---------- | --------- | ---------------------------------------------------- |
| Steven Cousins                 | mannen     | 9e        | 12,5 p. (korte kür: 7 - lange kür: 9)                |
| Charlene von Saher             | vrouwen    | 15e       | 22,5 p. (korte kür: 13 - lange kür: 16)              |
| Jacqueline Soames John Jenkins | paarrijden | 15e       | 23,0 p. (korte kür: 16 - lange kür: 15)              |
| Jayne Torvill Christopher Dean | ijsdansen  | Brons     | 4,8 p. (verpl.1: 3 - verpl.2: 3 - org.: 1 - vrij: 3) |

### Langlaufen
| Olympiër   | Discipline                    | Resultaat | Prestatie                             |
| ---------- | ----------------------------- | --------- | ------------------------------------- |
| Dave Belam | 10 km klassiek (m)            | 68e       | 28.00,2 (+3.40,1)                     |
| Dave Belam | 30 km vrije stijl (m)         | 60e       | 1:24.28,2 (+12.01,8)                  |
| Dave Belam | achtervolging 10 km+15 km (m) | 63e       | +9.09,0 (10 km:28.00 + 15 km:41.17,8) |

### Rodelen
| Olympiër | Discipline | Resultaat | Prestatie                                             |
| -------- | ---------- | --------- | ----------------------------------------------------- |
| Paul Hix | mannen     | 26e       | 3.29,115 (+7,544) (52,410 / 52,398 / 52,073 / 52,234) |

### Shorttrack
| Olympiër      | Discipline | Resultaat | Prestatie                                                                           |
| ------------- | ---------- | --------- | ----------------------------------------------------------------------------------- |
| Nicky Gooch   | 500 m (m)  | Brons     | Finale: 43,68, hf 2 (2e): 44,40, kf 2 (2e): 44,25, vr 7 (1e): 44,03                 |
| Nicky Gooch   | 1000 m (m) | 7e        | Finale: diskwalificatie, hf 1 (2e): 1.31,77, kf 4 (2e): 1.32,00, vr 3 (2e): 1.32,05 |
| Wilf O'Reilly | 500 m (m)  | 27e       | dnq, vr 2 (4e): 46,41                                                               |
| Wilf O'Reilly | 1000 m (m) | 22e       | dnq, vr 7 (3e): 1.33,57                                                             |
| Debbie Palmer | 500 m (v)  | 25e       | dnq, vr 3 (4e): 47,93                                                               |
| Debbie Palmer | 1000 m (v) | 20e       | dnq, vr 7 (3e): 1.44,72                                                             |

Amerikaanse Maagdeneilanden · Amerikaans-Samoa · Andorra · Argentinië · Armenië · Australië · België · Bermuda · Bosnië en Herzegovina · Brazilië · Bulgarije · Canada · Chili · China · Chinees Taipei · Cyprus · Denemarken · Duitsland · Estland · Fiji · Finland · Frankrijk · Georgië · Griekenland · Groot-Brittannië · Hongarije · IJsland · Israël · Italië · Jamaica · Japan · Kazachstan · Kirgizië · Kroatië · Letland · Liechtenstein · Litouwen · Luxemburg · Mexico · Moldavië · Monaco · Mongolië · Nederland · Nieuw-Zeeland · Noorwegen · Oekraïne · Oezbekistan · Oostenrijk · Polen · Portugal · Puerto Rico · Roemenië · Rusland · San Marino · Senegal · Slovenië · Slowakije · Spanje · Trinidad en Tobago · Tsjechië · Turkije · Verenigde Staten · Wit-Rusland · Zuid-Afrika · Zuid-Korea · Zweden · Zwitserland